# Pingdeng
Pingdeng (kinesiska: 平等乡, 平等) är en socken i Kina. Den ligger i provinsen Sichuan, i den sydvästra delen av landet, omkring 180 kilometer söder om provinshuvudstaden Chengdu. Antalet invånare är 4 632. Befolkningen består av 2 165 kvinnor och 2 467 män. Barn under 15 år utgör 22,0 %, vuxna 15-64 år 67 %, och äldre över 65 år 10,0 %.
Genomsnittlig årsnederbörd är 1 554 millimeter. Den regnigaste månaden är juli, med i genomsnitt 399 mm nederbörd, och den torraste är januari, med 13 mm nederbörd.